# Lluita als Jocs Olímpics d'estiu de 1912 - lluita grecoromana masculina pes mitjà
La prova del pes mitjà de lluita grecoromana fou una de les cinc de lluita grecoromana que es disputaren als Jocs Olímpics d'Estocolm de 1912. Com la resta de proves de lluita sols hi podien participar homes. Hi van prendre part 38 participants, en representació de 13 països. La competició es va disputar del 6 al 15 de juliol de 1912. El nom oficial fou Pes mitjà A (amb un pes màxim de 75 kg). Podien participar-hi un màxim de 12 lluitadors per nació. L'equip suec era el més nombrós, amb nou lluitadors.
La competició emprà un sistema de doble eliminació. En lloc d'emprar el sistema habitual d'eliminació en quadres a cada lluitador se li assigna un número. Cada lluitador s'enfronta contra el lluitador amb el següent número, amb la condició que no s'hi hagi enfrontat abans i que no sigui de la mateixa nacionalitat, excepte si això és necessari per evitar que algú lliuri. Quan un lluitador té dues derrotes queda eliminat, i quan sols en queden tres, els medallistes, es passa a una última ronda especial per determinar l'ordre de les medalles.

## Medallistes
| Or                    | Plata              | Bronze                 |
| Claes Johansson (SWE) | Martin Klein (RUS) | Alfred Asikainen (FIN) |

## Resultats

### Primera ronda
38 lluitadors comencen la competició.
| Perduts | Vencedor                 | Perdedor                      | Derrotes |
| ------- | ------------------------ | ----------------------------- | -------- |
| 0       | Edvin Fältström (SWE)    | Anastasios Antonopoulos (GRE) | 1        |
| 0       | Peter Kokotowitsch (AUT) | Andrea Gargano (ITA)          | 1        |
| 0       | Jānis Polis (RUS)        | Stanley Bacon (GBR)           | 1        |
| 0       | August Jokinen (FIN)     | Alfred Gundersen (NOR)        | 1        |
| 0       | Alfred Asikainen (FIN)   | Edgar Bacon (GBR)             | 1        |
| 0       | Fridolf Lundsten (FIN)   | Viktor Melin (SWE)            | 1        |
| 0       | Zavirre Carcereri (ITA)  | Joaquim Vital (POR)           | 1        |
| 0       | Mauritz Andersson (SWE)  | Adrien Barrier (FRA)          | 1        |
| 0       | Axel Frank (SWE)         | Aleksandr Severov (RUS)       | 1        |
| 0       | Emil Westerlund (FIN)    | Theodor Dahlberg (SWE)        | 1        |
| 0       | Claes Johansson (SWE)    | Alois Totuschek (AUT)         | 1        |
| 0       | Theodor Tirkkonen (FIN)  | Noel Rhys (GBR)               | 1        |
| 0       | Jan Sint (NED)           | Sven Ohlsson (SWE)            | 1        |
| 0       | Fritz Johansson (SWE)    | Hvitfeldt Hansen (DEN)        | 1        |
| 0       | Árpád Miskey (HON)       | Theodor Bergqvist (SWE)       | 1        |
| 0       | Martin Klein (RUS)       | Rezső Somogyi (HON)           | 1        |
| 0       | Adolf Kurz (GER)         | Anders Andersen (DEN)         | 1        |
| 0       | Joseph Merkle (GER)      | Mikko Holm (FIN)              | 1        |
| 0       | Karl Åberg (FIN)         | Wilhelm Steputat (GER)        | 1        |

### Segona ronda
Alfred Gundersen i Wiktor Melin abandonen després de la seva primera derrota. 36 lluitadors prenen part en la segona ronda, 19 sense derrotes i 17 amb una derrota.
11 lluitadors foren eliminats. 8 lluitadors van sobreviure a l'eliminació (5 perquè eliminaren al seu rival, 2 perquè guanyaren contra un rival imbatut i un perquè lliurà). 6 lluitadors van perdre el seu primer combat, mentre 13 van continuar imbatuts.
| Perduts | Vencedor                | Perdedor                      | Derrotes |
| ------- | ----------------------- | ----------------------------- | -------- |
| 1       | Andrea Gargano (ITA)    | Anastasios Antonopoulos (GRE) | 2        |
| 0       | Edvin Fältström (SWE)   | Peter Kokotowitsch (AUT)      | 1        |
| 0       | August Jokinen (FIN)    | Jānis Polis (RUS)             | 1        |
| 0       | Alfred Asikainen (FIN)  | Stanley Bacon (GBR)           | 2        |
| 0       | Fridolf Lundsten (FIN)  | Edgar Bacon (GBR)             | 2        |
| 0       | Mauritz Andersson (SWE) | Zavirre Carcereri (ITA)       | 1        |
| 1       | Joaquim Vital (POR)     | Adrien Barrier (FRA)          | 2        |
| 0       | Axel Frank (SWE)        | Emil Westerlund (FIN)         | 1        |
| 1       | Aleksandr Severov (RUS) | Theodor Dahlberg (SWE)        | 2        |
| 0       | Claes Johansson (SWE)   | Theodor Tirkkonen (FIN)       | 1        |
| 1       | Alois Totuschek (AUT)   | Noel Rhys (GBR)               | 2        |
| 0       | Jan Sint (NED)          | Hvitfeldt Hansen (DEN)        | 2        |
| 0       | Árpád Miskey (HON)      | Sven Ohlsson (SWE)            | 2        |
| 0       | Fritz Johansson (SWE)   | Rezső Somogyi (HON)           | 2        |
| 0       | Martin Klein (RUS)      | Theodor Bergqvist (SWE)       | 2        |
| 1       | Mikko Holm (FIN)        | Anders Andersen (DEN)         | 2        |
| 0       | Karl Åberg (FIN)        | Adolf Kurz (GER)              | 1        |
| 0       | Joseph Merkle (GER)     | Lliura                        | —        |
| 1       | Wilhelm Steputat (GER)  | Lliura                        | —        |

### Tercera ronda
25 lluitadors prenen part en la tercera ronda, 13 que no han perdut cap combat i 12 amb un de perdut.
6 lluitadors foren eliminats. 6 van sobreviure a l'eliminació (3 eliminant a un rival i 3 per infringir la primera derrota a un rival). 7 van perdre el seu primer combat, mentre 6 van continuar imbatuts.
| Perduts | Vencedor                 | Perdedor                | Derrotes |
| ------- | ------------------------ | ----------------------- | -------- |
| 0       | Joseph Merkle (GER)      | Edvin Fältström (SWE)   | 1        |
| 1       | Andrea Gargano (ITA)     | Wilhelm Steputat (GER)  | 2        |
| 1       | Peter Kokotowitsch (AUT) | Jānis Polis (RUS)       | 2        |
| 0       | August Jokinen (FIN)     | Zavirre Carcereri (ITA) | 2        |
| 0       | Alfred Asikainen (FIN)   | Joaquim Vital (POR)     | 2        |
| 0       | Fridolf Lundsten (FIN)   | Mauritz Andersson (SWE) | 1        |
| 1       | Alois Totuschek (AUT)    | Axel Frank (SWE)        | 1        |
| 0       | Claes Johansson (SWE)    | Aleksandr Severov (RUS) | 2        |
| 1       | Emil Westerlund (FIN)    | Jan Sint (NED)          | 1        |
| 1       | Theodor Tirkkonen (FIN)  | Fritz Johansson (SWE)   | 1        |
| 0       | Martin Klein (RUS)       | Árpád Miskey (HON)      | 1        |
| 1       | Mikko Holm (FIN)         | Adolf Kurz (GER)        | 2        |
| 0       | Karl Åberg (FIN)         | Joseph Merkle (GER)     | 1        |

### Quarta ronda
Axel Frank abandona després de la seva primera derrota en la tercera ronda. 18 lluitadors iniciaren la quarta ronda, 6 sense cap derrota i 12 amb una derrota.
Dels 9 enfrontaments en 8 es produeix una eliminació. Sols en l'enfrontament entre els invictes Johansson i Lundsten ambdós passen a la cinquena ronda. En els quatre enfrontaments entre invictes i lluitadors amb una derrota els lluitadors invictes mantenen la condició. Els altres quatre enfrontaments eren entre lluitadors que tenien un combat perdut.
| Perduts | Vencedor               | Perdedor                 | Derrotes |
| ------- | ---------------------- | ------------------------ | -------- |
| 1       | Edvin Fältström (SWE)  | Andrea Gargano (ITA)     | 2        |
| 0       | August Jokinen (FIN)   | Peter Kokotowitsch (AUT) | 2        |
| 0       | Alfred Asikainen (FIN) | Mauritz Andersson (SWE)  | 2        |
| 0       | Claes Johansson (SWE)  | Fridolf Lundsten (FIN)   | 1        |
| 1       | Emil Westerlund (FIN)  | Alois Totuschek (AUT)    | 2        |
| 1       | Jan Sint (NED)         | Theodor Tirkkonen (FIN)  | 2        |
| 1       | Mikko Holm (FIN)       | Fritz Johansson (SWE)    | 2        |
| 0       | Karl Åberg (FIN)       | Árpád Miskey (HON)       | 2        |
| 0       | Martin Klein (RUS)     | Joseph Merkle (GER)      | 2        |

### Cinquena ronda
10 lluitadors iniciaren la cinquena ronda, 5 sense cap derrota i 5 amb una.
En 2 dels 5 enfrontaments es dona per perdut el combat a ambdós lluitadors. Asikainen i Johanson reben la primera derrota, així com Klein en el combat en què Westerlund fou eliminat.
En total 4 lluitadors foren eliminats. 1 va sobreviure a una potencial eliminació. 3 lluitadors van perdre el seu primer combat, mentre 2 continuaren invictes.
| Perduts | Vencedor               | Perdedor               | Derrotes |
| ------- | ---------------------- | ---------------------- | -------- |
| 0       | August Jokinen (FIN)   | Edvin Fältström (SWE)  | 2        |
| 1*      | Alfred Asikainen (FIN) | Claes Johansson (SWE)  | 1*       |
| 1       | Jan Sint (NED)         | Fridolf Lundsten (FIN) | 2        |
| 1*      | Martin Klein (RUS)     | Emil Westerlund (FIN)  | 2*       |
| 0       | Karl Åberg (FIN)       | Mikko Holm (FIN)       | 2        |

### Sisena ronda
6 lluitadors iniciaren la sisena ronda, 2 sense derrotes i 4 amb una.
Només un lluitador fou eliminat. Els dos altres combats finalitzaren amb la derrota del lluitador invicte, amb la qual cosa els cinc lluitadors que passaren a la setena ronda ho van fer amb una derrota.
| Perduts | Vencedor               | Perdedor             | Derrotes |
| ------- | ---------------------- | -------------------- | -------- |
| 1       | Claes Johansson (SWE)  | August Jokinen (FIN) | 1        |
| 1       | Alfred Asikainen (FIN) | Jan Sint (NED)       | 2        |
| 1       | Martin Klein (RUS)     | Karl Åberg (FIN)     | 1        |

### Setena ronda
5 lluitadors iniciaren la setena ronda, tots amb una derrota.
Asikainen lliurà, amb la qual cosa s'assegurava una medalla. Klein i Johansson superaren a Jokinen i Åberg respectivament.
| Perduts | Vencedor               | Perdedor             | Derrotes |
| ------- | ---------------------- | -------------------- | -------- |
| 1       | Martin Klein (RUS)     | August Jokinen (FIN) | 2        |
| 1       | Claes Johansson (SWE)  | Karl Åberg (FIN)     | 2        |
| 1       | Alfred Asikainen (FIN) | Lliura               | —        |

### Ronda final
Amb sols tres lluitadors, tots els resultats previs s'ignoren en la ronda final.
L'enfrontament entre Klein i Asikainen resultà ser el darrer enfrontament, després d'11 hores i 40 minuts, en el que és el combat més llarg mai disputat de lluita. Després que Klein guanyés el combat no va poder disputar la final per l'esgotament, amb la qual cosa Johanson va guanyar la medalla d'or.
| Combat |      | Vencedor              | Perdedor               |        |
| ------ | ---- | --------------------- | ---------------------- | ------ |
| A      | al C | Martin Klein (RUS)    | Alfred Asikainen (FIN) | al B   |
| B      | al C | Claes Johansson (SWE) | Alfred Asikainen (FIN) | Bronze |
| C      | Or   | Claes Johansson (SWE) | Martin Klein (RUS)     | Plata  |